# Camerata
Camerata, italienisch für „Kammergemeinschaft“, „Gefährte“, abgeleitet von italienisch camera ‚Kammer‘, ist eine Gemeinschaft oder private Räumlichkeit.
Heutzutage wird der Begriff Camerata häufig als Name für kammermusikalische Vereinigungen verwendet. Als erster und bekanntester Vertreter gilt die Camerata Salzburg – gegründet als „Camerata Academica des Mozarteums Salzburg“. Durch die Erfolge der Camerata Salzburg wurde die Bezeichnung „Camerata“ für Kammerorchester etabliert.
Weitere Kammerorchester:
- Camerata Balkania, Serbien, Albanien und Montenegro
- Camerata Bariloche, Argentinien
- Berliner Camerata
- Camerata vocale Berlin
- Camerata Bern
- Camerata Europaea
- Hamburger Camerata
- Camerata Köln
- Camerata Schweiz
- Camerata Zürich

Kammerchöre:
- Camerata Musica Limburg
- Camerata vocalis, Tübingen